# Hammerfests kyrka

Hammerfests kyrka är en norsk kyrka i modernistisk stil i armerad betong från 1961 i Hammerfest. Kyrkan har plats för omkring 400 sittande besökare. Det har funnits fem tidigare kyrkor i Hammerfest, vilka alla ödelagts av brand, den sista under den tyska arméns ödeläggande av Finnmark och Nord-Troms i andra världskrigets slutskede. 
Hans Magnus ritade kyrkan inspirerad av de triangulära torkställningar för sej som användes i Nord-Norge.
Orgelläktaren ligger i den västliga delen och har en orgel från 2010.

## Utsmyckning
Merparten av utsmyckningen har gjorts av Jardar Lunde. Över altaret finns en trekantig glasmålning  som visar Gud Fader, Jesus Kristus och Den heliga anden. 
Under glasmålningen finns en mosaik från 1972 i norsk natursten. Mosaiken visar olika händelser från påsken. På sidoväggarna av kyrkoskeppet finns det glasmosaiker som framställer olika kristna symboler.
I sidokapellet finns en altartavla från den första kyrkan i Hammerfest. Altartavlan är från 1623 och är tredelad. Motivet i mitten är Jesus på korset, och sidofälten visar Maria och aposteln Johannes.

## Bildgalleri

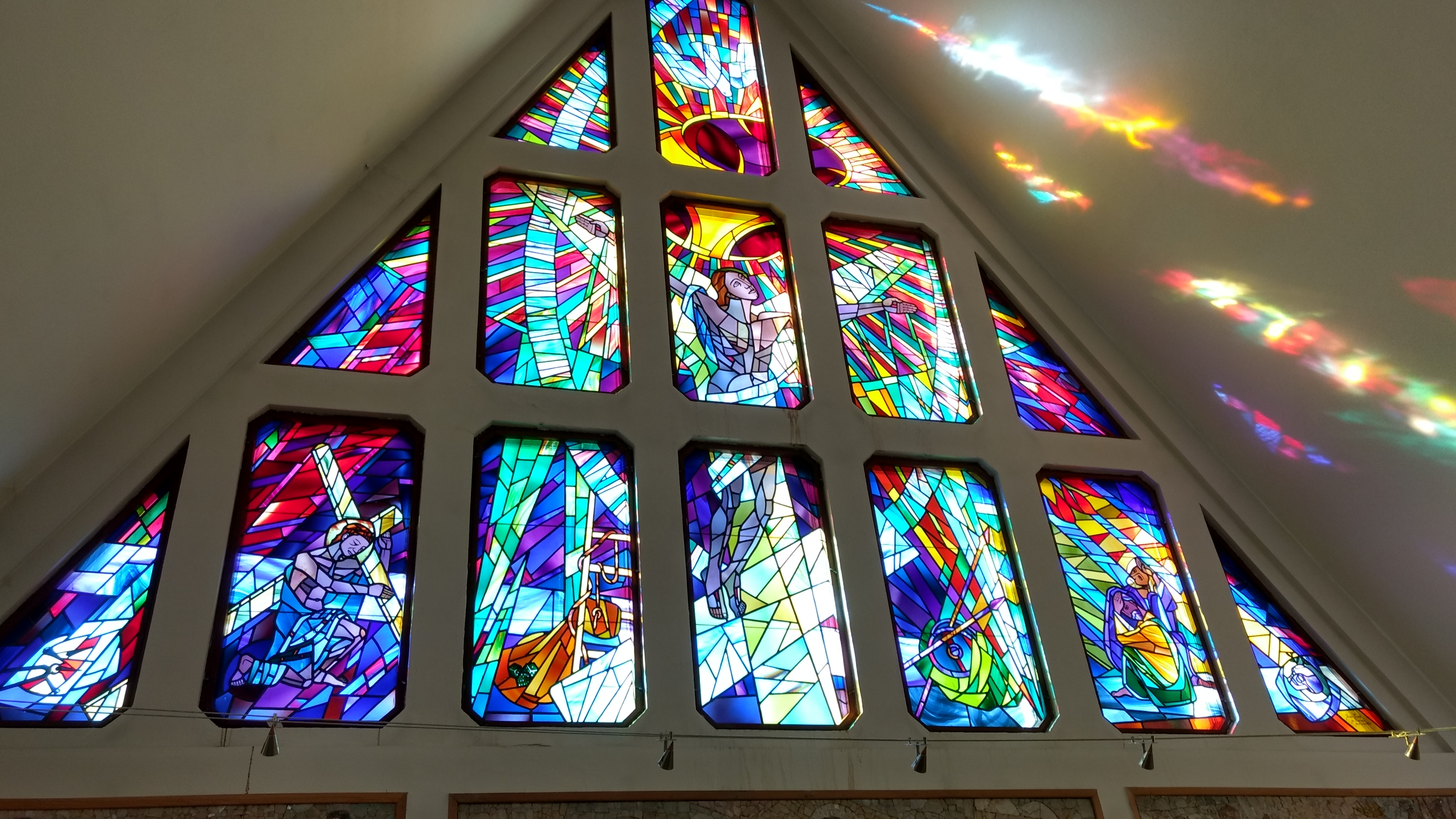
Jardar Lundes glasmålningar
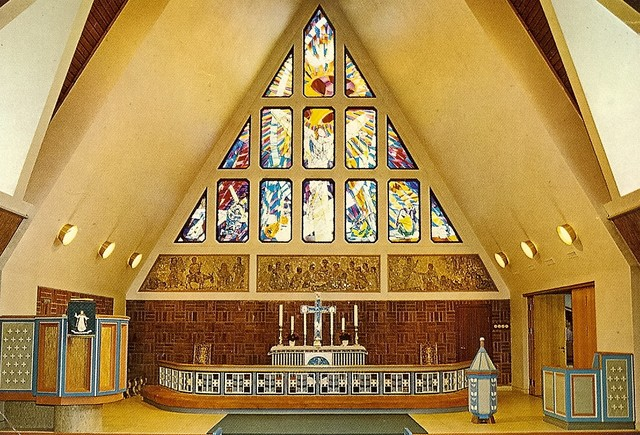
Korpartiet
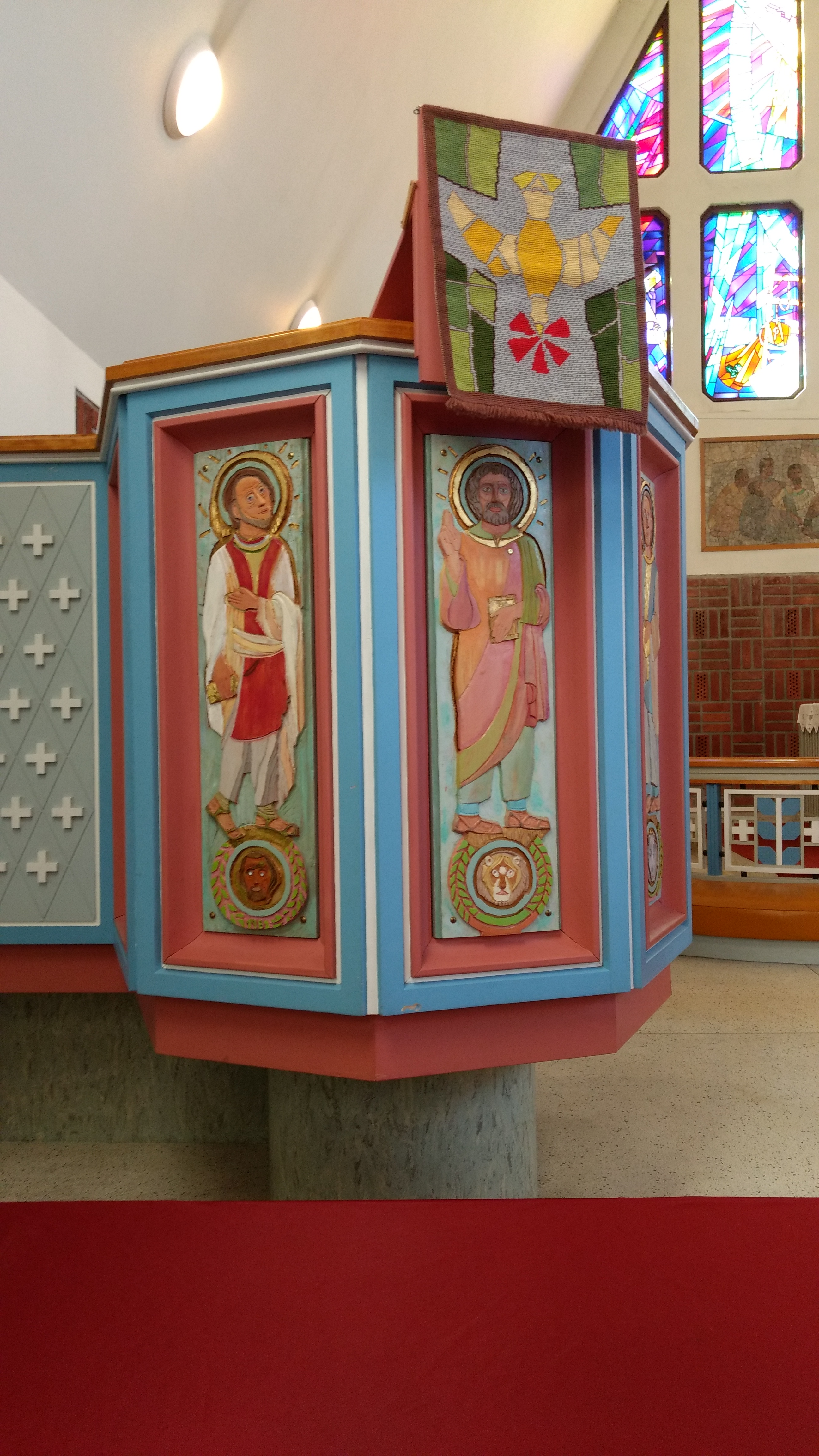
Predikstolen
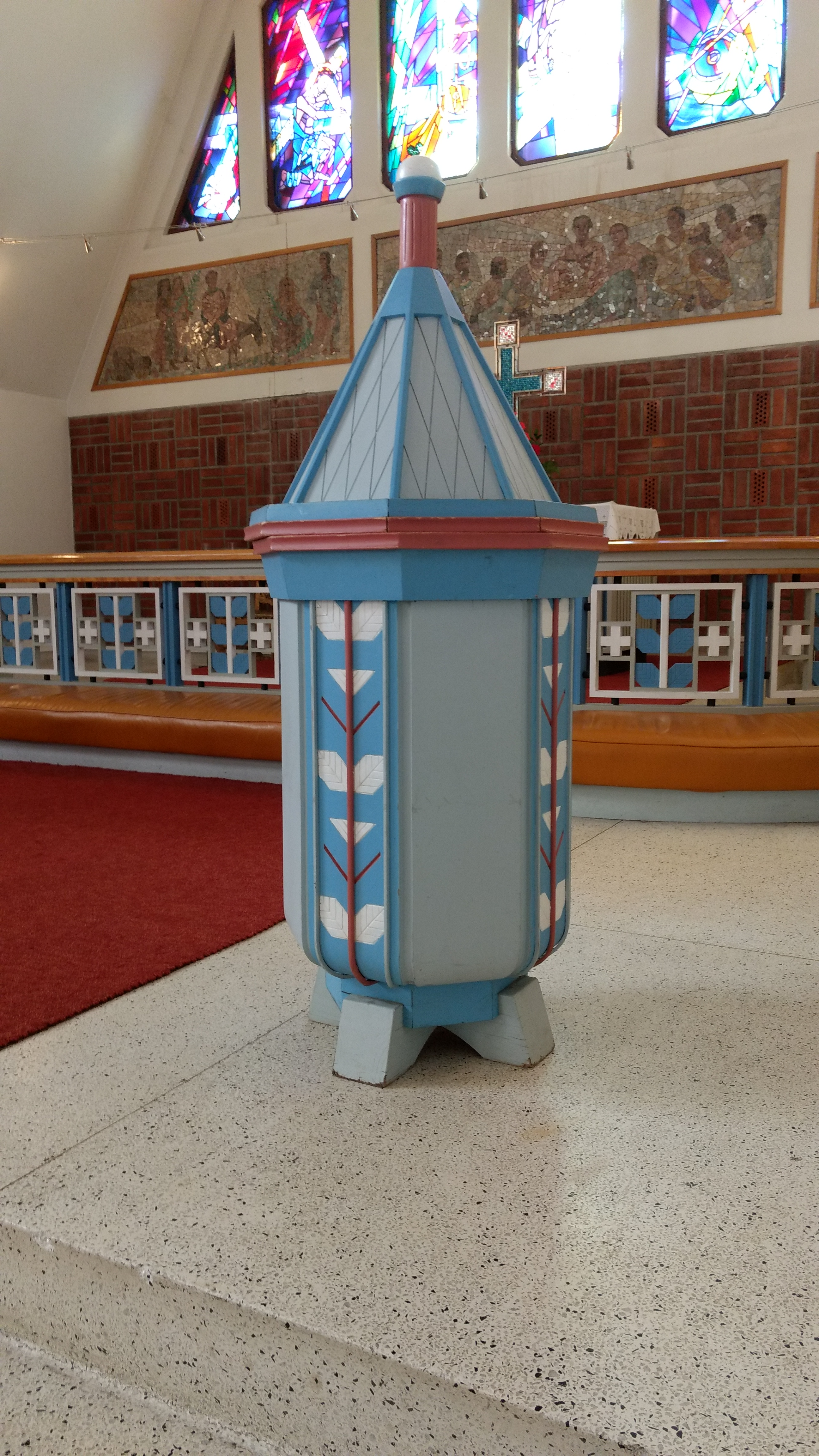
Dopfunten
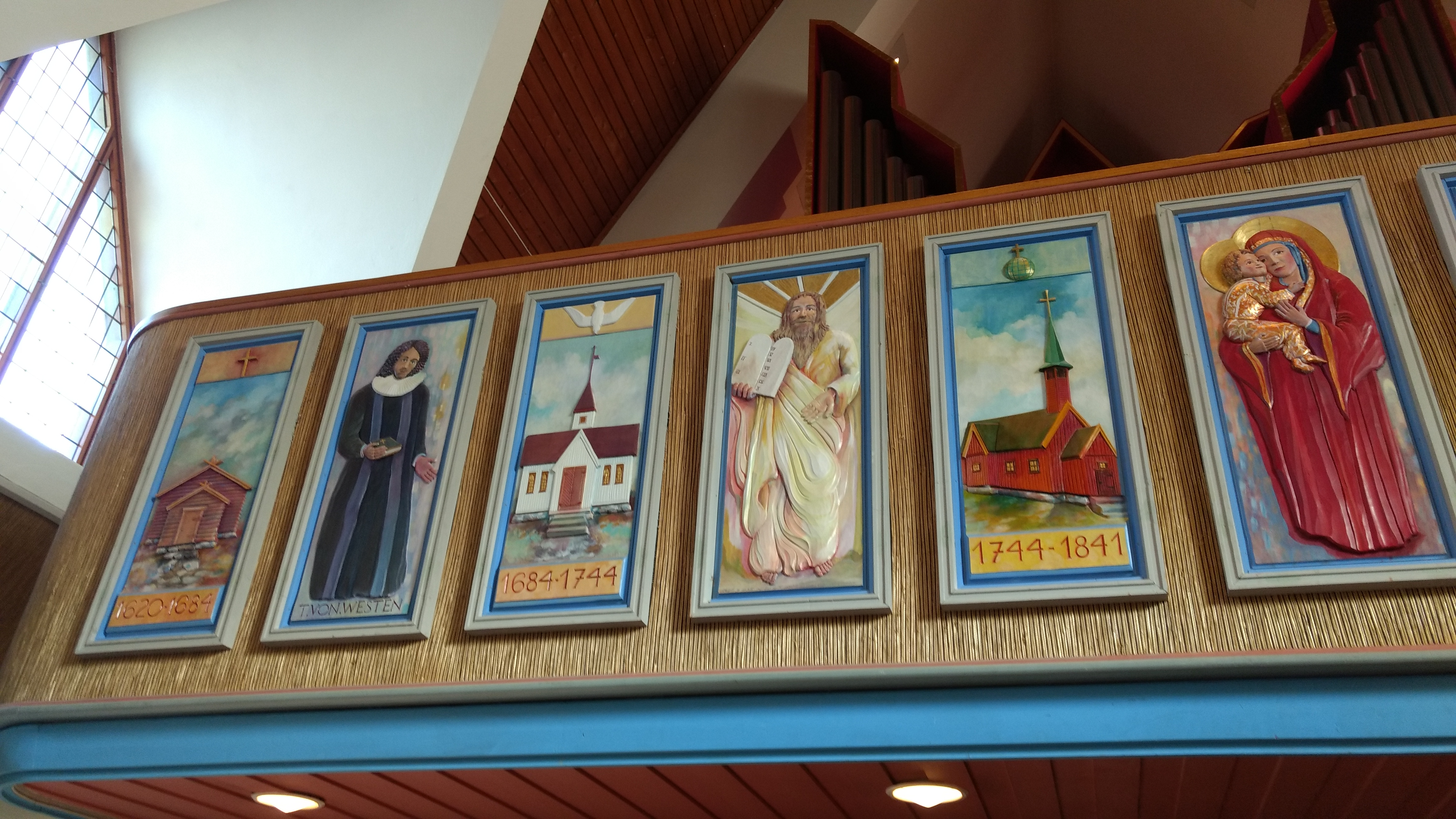
Halva framsidan på orgelläktaren
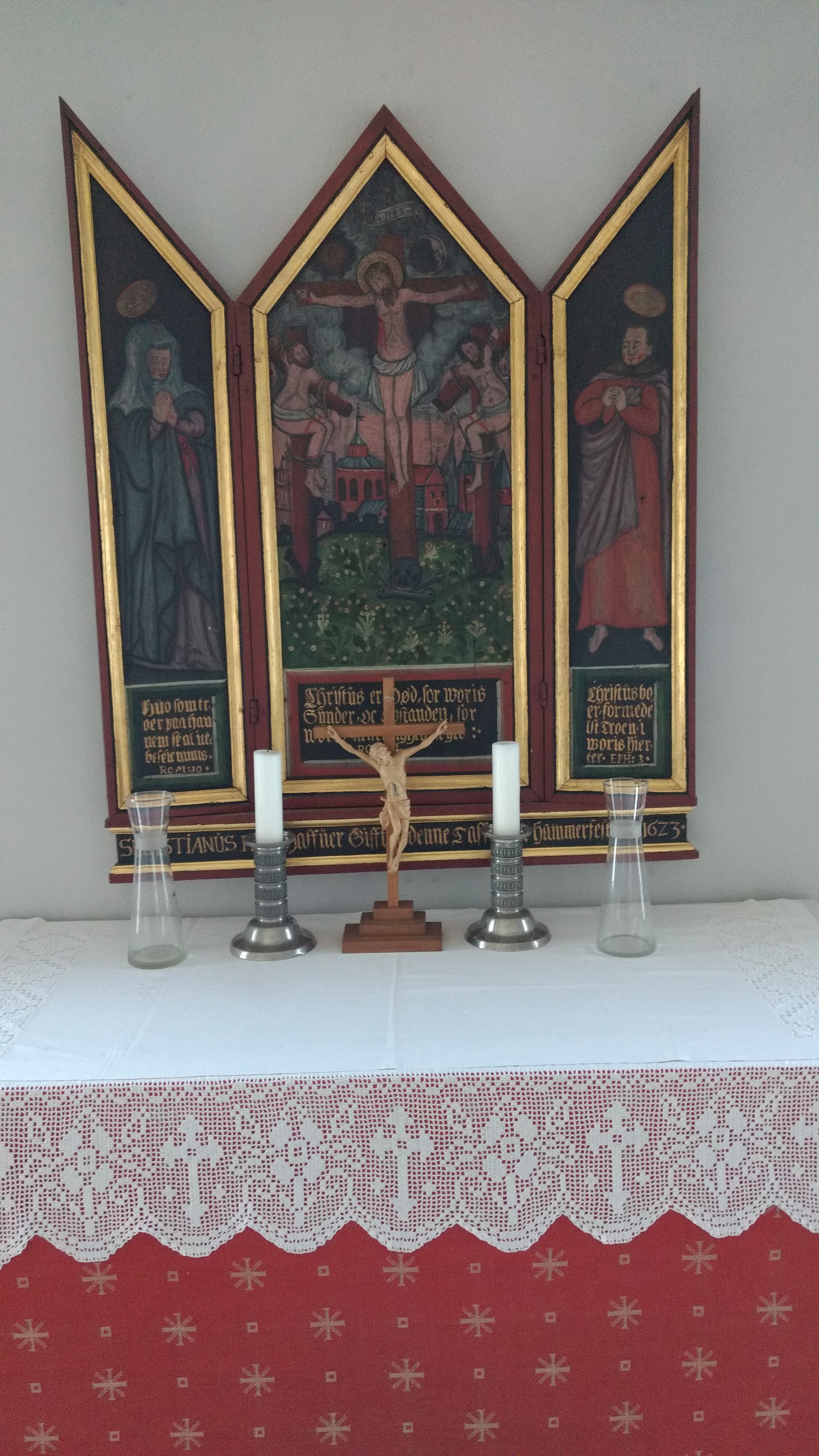
Från sidokapellet